# Bathycopea parallela
Bathycopea parallela (лат.) — вид морских глубоководных равноногих ракообразных семейства Ancinidae из подотряда Sphaeromatidea (Sphaeromatoidea). Включён в состав рода Bathycopea. Северо-восточная часть Тихого океана: окрестности острова Хонсю (Япония).

## Описание
Длина около 1 см. Тело дорсовентрально сплющенное, широкое, с параллельными боками. От других видов своего рода отличается наличием хорошо развитых глаз, двухзубым режущим краем мандибул, килевидной спинной поверхностью 2-7-го грудных сегментов (на них есть продольные медиальные кили). Жгутик 1-й антенны содержит 10 члеников, жгутик 2-й антенны — 7 сегментов. Первый переопод у самок и самцов хвататетельный (с ложной клешнёй). Уроподы одноветвистые. 1-й плеопод 2-ветвистый; ветви 2 и 3-го плеоподов с маргинальными щетинками; экзоподит 3-го плеоподита двучлениковый. Встречаются на глубине 1641 м (глубоководный батиальный вид).
Вид был впервые описан в 1963 году советским океанологом и карцинологом Я. А. Бирштейном (J. A. Birstein) при изучении побережья Курильских и Японских островов.
Ранее Bathycopea parallela как и других представителей семейства Ancinidae включали в состав крупного семейства Sphaeromatidae. Иверсон в 1982 году (Iverson, 1982) впервые установил подсемейство Ancininae Dana, 1852 (для замены группы Colobranchiatae, которая была впервые выделена ещё в 1909 году Richardson, 1909). В 1993 году Брюс (Bruce, 1993) повысил статус подсемейств Ancininae до уровня отдельного семейства Ancinidae Dana, 1852, в состав которого и вошёл данный вид.